# Druivenkoers 1992
La Druivenkoers 1992, trentaduesima edizione della corsa, si svolse il 26 agosto 1992 su un percorso di 184 km, con partenza e arrivo a Overijse. Fu vinta dal russo Vjačeslav Ekimov della Panasonic-Sportlife davanti allo statunitense Andy Bishop e al belga Dirk De Wolf.

## Ordine d'arrivo (Top 10)
| Pos. | Corridore            | Squadra             | Tempo    |
| ---- | -------------------- | ------------------- | -------- |
| 1    | Vjačeslav Ekimov     | Panasonic-Sportlife | 4h36'00" |
| 2    | Andy Bishop          | Motorola            |          |
| 3    | Dirk De Wolf         | Gatorade            |          |
| 4    | Michel Dernies       | Motorola            |          |
| 5    | Dimitri Zhdanov      | Panasonic-Sportlife |          |
| 6    | Louis de Koning      | Panasonic-Sportlife |          |
| 7    | Marek Kulas          | La William-Duvel    |          |
| 8    | Frank Van Den Abeele | Lotto               |          |
| 9    | Peter De Clercq      | Lotto               |          |
| 10   | Marc Sergeant        | Panasonic-Sportlife |          |